# Pseudocercopis
Pseudocercopis är ett släkte av insekter. Pseudocercopis ingår i familjen spottstritar.
Kladogram enligt Catalogue of Life:
| Pseudocercopis | \| \| Pseudocercopis concolor \| \| \| \| \| \| Pseudocercopis longirostris \| \| \| \| |
|                | \| \| Pseudocercopis concolor \| \| \| \| \| \| Pseudocercopis longirostris \| \| \| \| |
|                | Pseudocercopis concolor                                                                 |
|                |                                                                                         |
|                | Pseudocercopis longirostris                                                             |
|                |                                                                                         |